# ジルベール (ブルゴーニュ公)
ジルベール・ド・シャロン（フランス語：Gilbert de Chalon, 900年頃 - 956年4月8日）は、ブルゴーニュ公（在位：952年 - 956年）、シャロン伯。名はギゼルベルト（ドイツ語：Giselbert）とも書かれる。シャロン伯マナセ1世と、プロヴァンス王ボソの娘エルメンガルドとの子。ブルゴーニュ公ユーグ黒公の姉妹エルマンガルド（Ermengarde）と結婚し、黒公の歿後公位に即いた。
ジルベールはブルゴーニュの独立を維持することができず、955年にパリ伯ユーグの臣下になり、長女をパリ伯の息子オトン（フランス王ユーグ・カペーの弟）と結婚させることを強いられた。
ジルベールは956年に死去し、息子がいなかったため、公位は娘婿オトンが嗣いだ。

## 子女
エルマンガルドとの間に二人の娘がいる。
- アデライード（もしくはウェラ, Wéra）（928年頃 - 987年頃） - モー伯ロベール・ド・ヴェルマンドワと結婚

- リューガル - 後のブルゴーニュ公オトン（フランス公ユーグ大公の子）と結婚
- アデライード - 出自に諸説有、初婚でシャロン・オータン伯ランベール・ド・シャロンと結婚し、死別後アンジュー伯ジョフロワ1世と再婚